# Стационе Сант'Елена (Падова)
Стационе Сант'Елена је насеље у Италији у округу Падова, региону Венето.
Према процени из 2011. у насељу је живело 151 становника. Насеље се налази на надморској висини од 7 м.